# حفره (فیلم ۱۹۶۰)
حفره (به فرانسوی: Le Trou) فیلمی فرانسوی به کارگردانی ژاک بکر محصول سال ۱۹۶۰ است. داستان فیلم که از ماجرایی واقعی در زندان سانته برگرفته شده، در لوکیشن‌های بسیار بسته می‌گذرد و دربارهٔ نقشهٔ چند زندانی برای گریز از زندان است.

## داستان فیلم
چند زندانی با مجازات‌های سنگین و حبس طولانی که در یک زندان با تدابیر امنیتی شدید زندانی هستند، تصمیم به فرار می‌گیرند. پس از مدت‌زمان طولانی برای شناسایی مسیر و برنامه‌ریزی برای حفر تونل، ورود یک هم‌سلولی جدید به‌نام گی رولین که ظاهراً جرم سنگینی هم ندارد، برنامهٔ آنها را به هم می‌ریزد. پس از آنکه آنها مجبور می‌شوند نقشه فرار را به زندانی جدید بگویند، کندن بخشی از کف سلول را برای ایجاد حفره‌ای به سوی کانال فاضلاب شهری شروع می‌کنند.

## بازیگران
- میشل کنستانتن
- ژان کرودی
- فیلیپ لروآ
- مارک میشل
- ریموند مونیه
- پل پربوآ
- جرارد ارناندس
- دومینیک زاردی
- کاترین اسپاک